# جيانلوكا زانتي
جيانلوكا زانتي (بالإيطالية: Gianluca Zanetti)‏ هو لاعب كرة قدم إيطالي، ولد في 2 يوليو 1977 في فورليمبوبولي في إيطاليا. لعب مع إيه سي ميلان ونادي بارما ونادي برو باتاريا ونادي بيسكارا ونادي تشيزينا ونادي ريميني ونادي فوجيا ونادي كريمونيسي ونادي لوكيزي ونادي ليفورنو ونادي مونزا.

## وصلات خارجية
- جيانلوكا زانتي على موقع قاعدة بيانات كرة القدم.إي يو (الإنجليزية)